# Sidi Moussa Lhamri
Sidi Moussa Lhamri (franska: Sidi Moussa Lhamri (CR), Sidi Moussa Lhamri (Commune Rurale), arabiska: سيدي بوموسى) är en kommun i Marocko.   Den ligger i provinsen Taroudannt och regionen Souss-Massa, i den centrala delen av landet, 400 km sydväst om huvudstaden Rabat. Antalet invånare är 12 074.